# ОШ „Иван Гундулић” Нови Београд
Основна школа „Иван Гундулић” налази се на Новом Београду. Име носи по једном од најпознатијих песника и Дубровачке републике, Ивану Гундулићу.

## Историјат
Школа је основана 1950. године, а данашњи назив добила је годину дана касније. Године 1961. школа је премештена у зграду у којој се и данас налази.

## О школи
Настава се одвија у 16 класичних учионица и 4 кабинета. За потребе физичког васпитања користи се фискултурна сала у склопу школе као и отворени терени у школском дворишту. Наставу похађа око 350 ученика. За ђаке првог и другог разреда организован је продужени боравак.
Данас је ОШ „Иван Гундулић“ једна од естетски најуређенијих и најугледнијих основних школа на Новом Београду. Школски простор је на завидном нивоу у погледу функционалности, естетике и хигијене. Школска зграда има површину 3.240 m2, а школско двориште са спортским теренима 5.200 m2.